# 尼格尔·布格阿德
尼格尔·布格阿德（1986年8月14日—），是澳大利亚一名足球运动员，现效力于阿德莱德联足球俱乐部，在场上司职后卫。

## 职业生涯

### 阿德莱德联
尼格尔于2009年11月6日转入阿德莱德联，并开始备战即将到来的亚冠联赛。 

## 荣誉
- 中部海岸海员:
  -  澳超冠军：2007-2008